# Ciobănesc Românesc Corb
Der Ciobănesc Românesc Corb („Rumänischer Rabenhirtenhund“) ist eine rumänische Hunderasse, die von der Asociației Chinologice Române anerkannt wird, die Rumänien in der FCI vertritt. Der Name Rabe für die Rasse leitet sich aus ihrer schwarzen Farbe ab. Ihr erster Standard wurde im Jahr 2008 durch die AChR erstellt.

## Geschichte
Der Ciobănesc Românesc Corb stammt aus der Karpaten-Region, wo er traditionell als Wachhund für Herden und Häuser dient.

## Beschreibung
Die Rasse wird als großer (raben-)schwarzer Hund beschrieben, weiß darf er nur an der Brust und den Beinen sein. Das Fell ist lang, derb und glatt mit kürzerer, dichter Unterwolle. Die Rute ist buschig. Der Nacken ist langhaarig, so dass er wie eine Mähne wirkt. An den Rückseiten der Vorderbeine bildet das Fell Fahnen, an den Hinterbeinen Hosen. Der Standard beschreibt den Hund als mutig, gewaltig und stolz. Der stolze Eindruck wird wesentlich durch die erhobene Haltung des kräftigen und massiven Kopfes bestimmt. Der Stop ist ziemlich ausgeprägt, die Augen sind dunkel und mandelförmig. Die Ohren, die leicht oberhalb der Augenlinie ansetzen, sind v-förmig, unten abgerundet und werden nah an den Backen getragen. Sie reichen bis zu den Lefzen. Wenn der Hund läuft, soll das harmonisch und elastisch aussehen und den Eindruck müheloser Kraft vermitteln. Rüden unterscheiden sich bei dieser Rasse deutlich von Hündinnen, sie sind größer und kräftiger. Der Standard beschreibt das Wesen der Rasse als ausgeglichen und ruhig. Die Hunde sollen ausgeprägtes Wachverhalten zeigen und sich ihren Bezugspersonen unterordnen, Fremden gegenüber ist die Rasse zurückhaltend. Sie sollen sich bei den Herden mutig zeigen und gegen Feinde wie Bären oder Wölfe kämpfen.

## Verwendung
Der Ciobănesc Românesc Corb wird als Herdenschutzhund für Schafe und Rinder verwendet. Er gilt als exzellenter Wachhund.